# Салацгрива
Са́лацгріва (до 1917 року Саліси; латис. Salacgriva, ест. Salatsi, нім. Salismünde) — місто в Салацгрівському краю Латвії.

## Назва
- Салацгрива (латис. Salacgrīva;  вимова)
- Залісмюнде (нім. Salismünde)
- Салаці (ест. Salatsi)

## Географія
Розташоване на березі Ризької затоки в гирлі річки Салаца. Відстань до інших міст: Рига — 103 км, Лимбажі — 50 км, Валміера — 95 км.

## Пам'ятки
- Салацьке городище. В 1226 р. тут був побудований замок ризького єпископа Альберта, що був зруйнований на початку XVIII ст.
- Салацгривський музей. Експозиція «Шлях міног». Пересувна експозиція про історію, мистецтво й побуті рибалок Салацгривського округу.
- Заколи для міног. Заколи, лов міноги в Салаці і дегустація.